# 徐賢妃
徐賢妃（じょけんひ、627年 - 650年）は、中国の唐の皇帝・太宗李世民の充容（側室）。名は恵。本貫は湖州長城県。賢妃を追贈された。

## 経歴
徐恵は、徐孝徳の娘として生まれた。生まれて5ヶ月で言葉を喋り、4歳で『論語』『毛詩』を暗誦し、8歳で文章を自在に書いたと伝えられる。太宗が彼女の評判を聞いて、召しだして才人とした。文章が美しかったので、婕妤に任じられ、さらに充容（嬪）に上った。 
貞観末年、しばしば唐は四方に軍隊を出征させ、宮殿建築の事業を興し、百姓は労役に倦んでいた。徐恵は上疏して民衆を苦しめないよう太宗を諫めた。649年に太宗が世を去ると、徐恵は悲しみのあまり発病したが、進められた薬を受けつけず、650年に24歳で亡くなった。賢妃の位を追贈され、昭陵の石室に陪葬された。

## 伝記資料
- 『旧唐書』巻五十一 列伝第一「太宗賢妃徐氏伝」
- 『新唐書』巻七十六 列伝第一「徐賢妃伝」